# ناداف غيدج
ناداف غيدج أو ناداف كيدج (بالعبرية: נדב גדג' // بالفرنسية: Nadav Guedj) من مواليد 02 نونبر 1998 بباريس , فرنسا. و هو مغني إسرائيلي-فرنسي من أصل يهودي جزائري.

## حياته الشخصية
يعيش ناداف في نتانيا بإسرائيل. لوالدين فرنسيين من أصول يهودية جزائرية في 2 نوفمبر 1998 بباريس.
و إنضم لاحقا إلى الجيش الإسرائيلي

## تخصصه الفني
يعني ناداف ال POP ; R&B.

## روابط خارجية
- ناداف غيدج على موقع ميوزك برينز (الإنجليزية)
- ناداف غيدج على موقع ديسكوغز (الإنجليزية)